# Ophrys sphegodes argentaria
L'ofride dell'Argentario (Ophrys sphegodes var. argentaria (Devillers-Tersch. & Devillers) Faurh.) è una pianta appartenente alla famiglia delle Orchidacee, endemica del versante tirrenico dell'Italia centrale.

## Descrizione

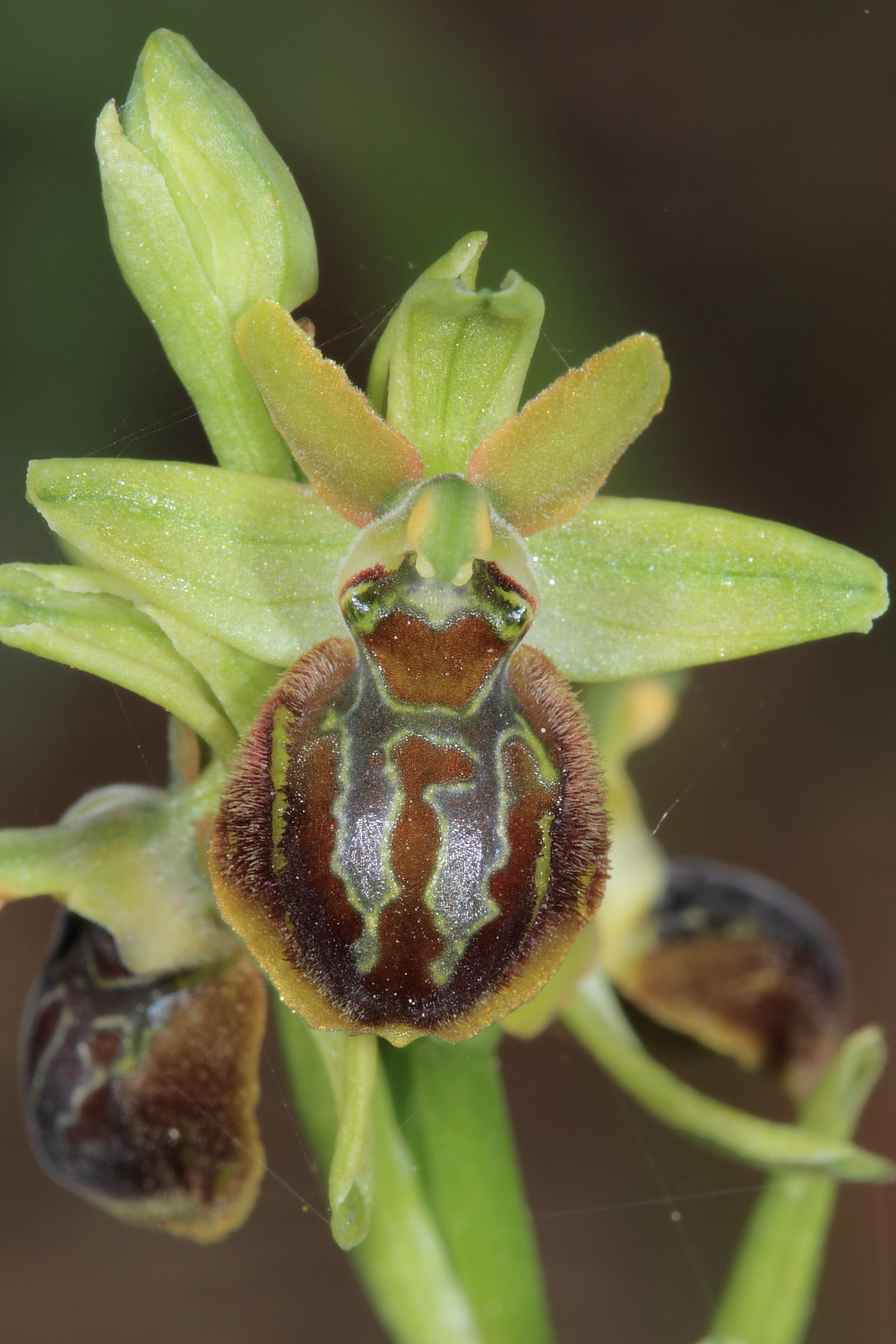

È una pianta erbacea geofita bulbosa con fusto alto 20–40 cm.

I fiori, da 4 a 10, sono riuniti in una infiorescenza lassa e presentano sepali lanceolati, di colore verde chiaro,  e petali lineari, con bordi spesso ondulati e margine tronco o arrotondato, più scuri e più corti dei sepali; il labello è piccolo, non lobato, glabro con una densa peluria marginale, con gibbosità basali assenti o appena accennate, di colore bruno, con una evidente marginatura giallastra; la macula è in forma di H molto elaborata, spesso ocellata, grigio-argentea o bruno-scura, con margine biancastro; l'apicolo è molto ridotto. La cavità stigmatica è molto ampia rispetto al labello, il ginostemio è piccolo, con rostro breve e acuminato.
Fiorisce da marzo ad aprile.

## Biologia
Si riproduce per impollinazione entomogama ad opera dell'imenottero apoideo Andrena fulvata.

## Distribuzione e habitat
Descritta per la prima volta sull'Argentario, questa entità è un endemismo del versante tirrenico dell'Italia centrale (Liguria orientale, Toscana, Lazio e Umbria).
Cresce in ambienti di prateria mediterranea, gariga e nella schiarite boschive, con predilezione per i suoli calcarei, da 0 a 600 m di altitudine.

## Tassonomia

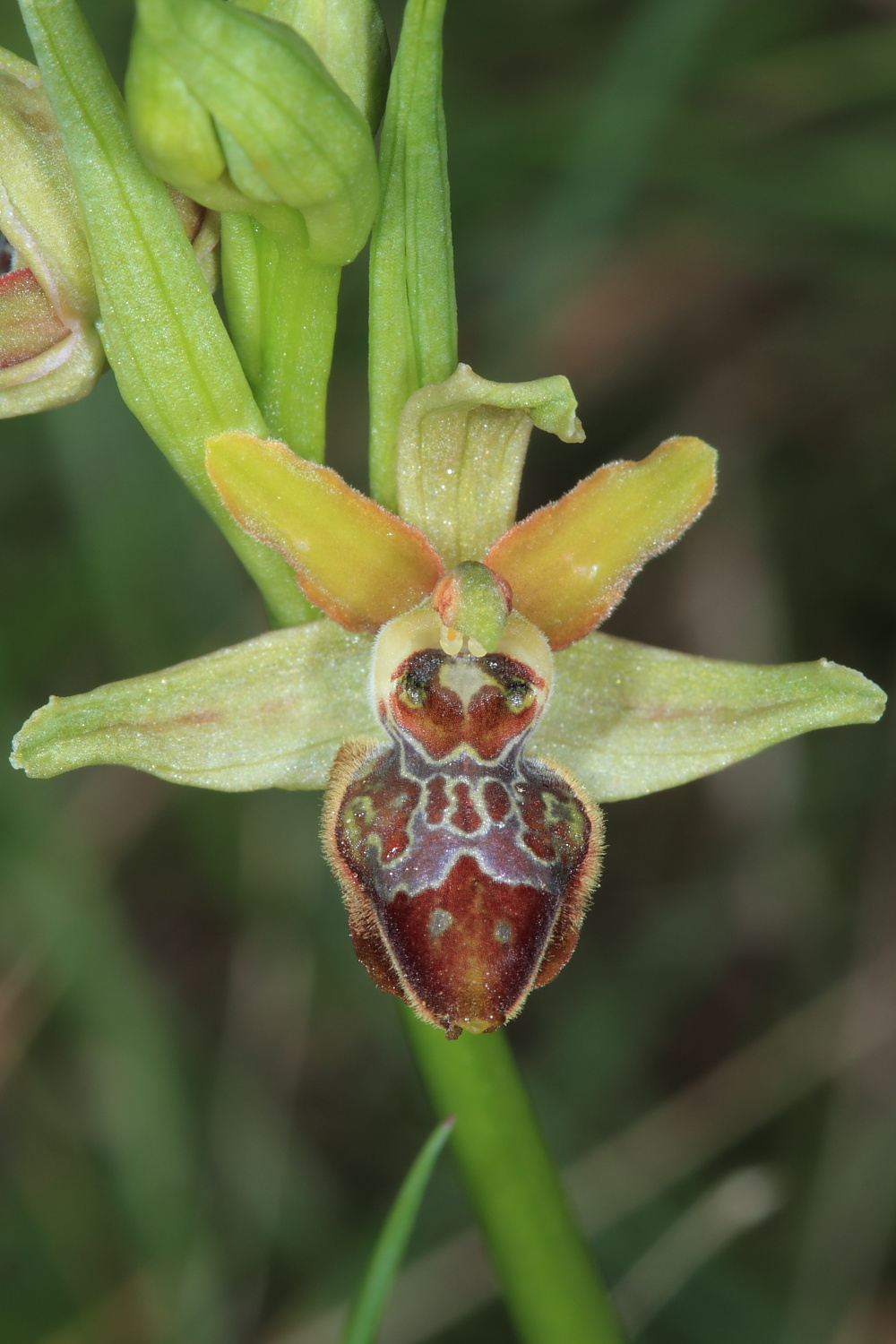

### Ibridi
Dà luogo a frequenti ibridi tra cui:
- Ophrys × ansedoniensis Soca, 1995 (O. argentaria × Ophrys bombyliflora)
- Ophrys × crocii Soca, 1995 (O. argentaria × Ophrys exaltata montis-leonis)
- Ophrys × gembardtii Soca, 1995 (O. argentaria × Ophrys passionis)
- Ophrys × rabautei Soca, 1995 (Ophrys argolica subsp. crabronifera × O. argentaria)
- Ophrys × sassettae Romolini & Soca, 2008 (Ophrys sphegodes subsp. tarquinia × O. argentaria)
- Ophrys × teresae Soca, 1997 (O. argentaria × Ophrys tenthredinifera)